# Austin Motor Company
La Austin Motor Corporation è stata una casa automobilistica inglese, fondata nel 1905 e confluita, nel 1952, nella British Motor Corporation Ltd. Il marchio Austin è stato utilizzato fino al 1987.

## Storia

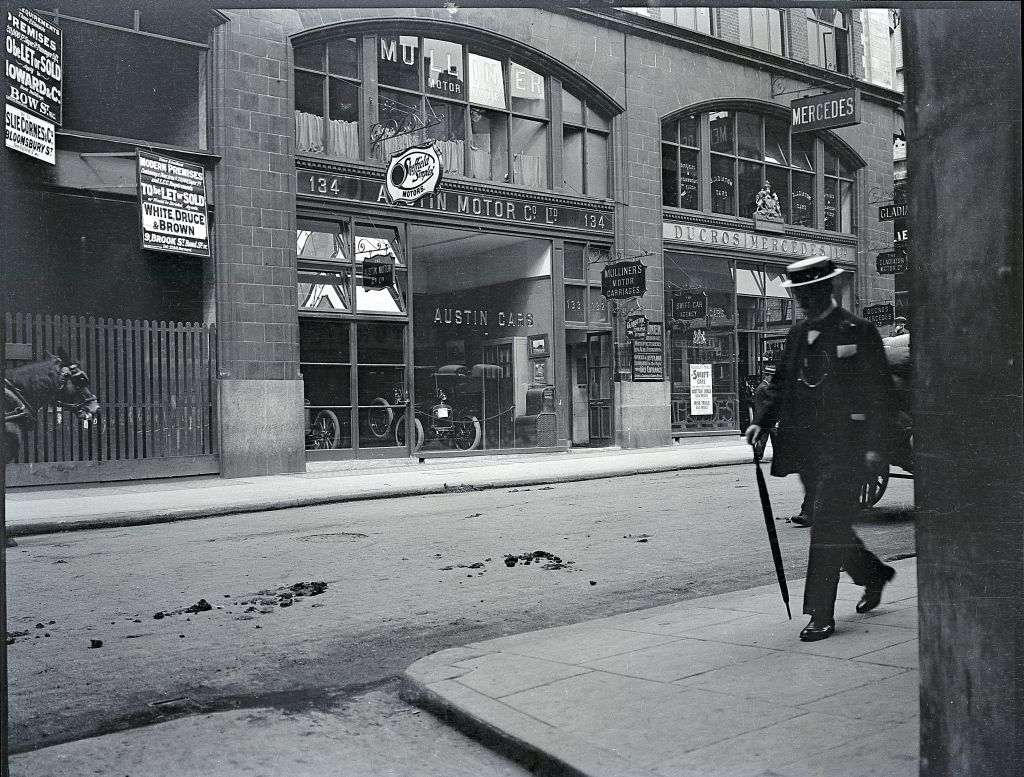
Salone Austin Motors, Long Acre, Londra, circa 1910

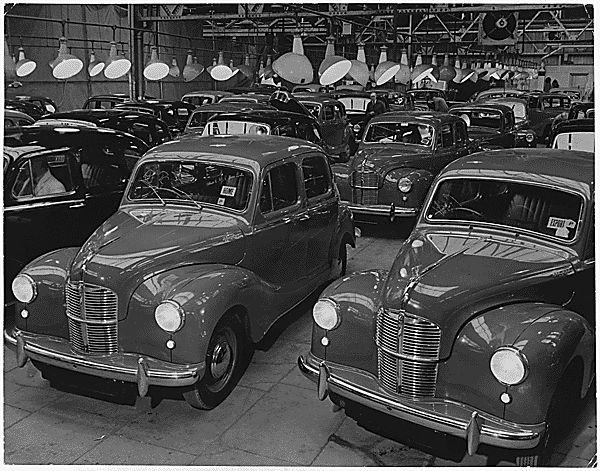
Lo stabilimento di Longbridge nel 1948

La compagnia venne fondata da Herbert Austin nel 1905 a Longbridge (Worchestershire). La sua prima automobile fu un modello piuttosto convenzionale mosso da un motore con valvole laterali di 5 litri. Lo scoppio della prima guerra mondiale incrementò notevolmente le dimensioni della Casa inglese (basti pensare che i dipendenti passarono da 2.500 a 22.000), grazie alle commesse statali per artiglieria, piccoli aeroplani e mezzi da trasporto leggero.
Alla fine del conflitto Herbert Austin, ora Sir Austin, decise di tornare alla produzione civile, utilizzando (per contenere i costi di produzione) la logica della "meccanica unica". Un solo telaio, un unico motore (di 3620cm³ con valvole laterali) e identici componenti per una serie di modelli che andavano dall'autovettura ai veicoli commerciali ai trattori. 
Le vendite non decollarono e la Casa decise di introdurre nuovi modelli più economici, come la 12 hp (con motore di 1,6 litri) del 1921 e l'utilitaria Seven del 1926.
Grazie alla Seven, che venne costruita anche in Germania (da BMW), in Francia, in Giappone (dalla Datsun) e negli Stati Uniti (dalla Bantam Car Company), la Austin superò la Grande depressione del 1929.
Nel 1938 il timone della Casa passò da Sir Austin a Leonard Lord, ma lo scoppio della seconda guerra mondiale vide l'Austin nuovamente impegnata nella produzione militare.
Nell'immediato dopoguerra la produzione riprese sulla base dei modelli degli ultimi anni trenta, con un'importante novità: le valvole in testa.

### Dalla BMC al gruppo Austin Rover
Nel 1952 la Casa si fuse con la Nuffield Organisation (a cui apparteneva la Morris), dando vita alla British Motor Corporation Ltd. (in sigla BMC) Da qui cominciò una nuova storia non più come fabbrica indipendente bensì come marchio per alcune autovetture costruite dal gruppo BMC.
Nel 1966 la BMC acquistò la Jaguar (e conseguentemente anche la Daimler Motor Company che le apparteneva). Nel 1968 la BMC confluì nella British Leyland.
Nel 1975 la British Leyland fu salvata dal fallimento e divenne di proprietà statale. Nel 1981, nel corso di una riorganizzazione interna, la gestione dei marchi produttori di automobili per la massa (tra cui quello Austin) fu spostata ad una nuova sottodivisione, il Gruppo Austin Rover. Nel 1983 venne completato il processo di soppressione del marchio Morris, accorpato al marchio Austin per evitare la concorrenza interna tra i loro modelli.

### Soppressione del marchio
Nel 1986 il governo di Margaret Thatcher mise Graham Day al vertice del Gruppo Austin Rover (che era di proprietà statale) con lo scopo di riorganizzare l'azienda per poi privatizzarla. La strategia di Day era quella di dare della casa un'immagine più prestigiosa concentrando gli sforzi sui marchi che riteneva più forti, Rover ed MG. Al contrario, Day vedeva il marchio Austin come un relitto degli anni Sessanta, che evocava insuccessi ed automobili poco amate (è sua la famosa dichiarazione secondo cui «i giovani non vogliono guidare una Austin»), così fu deciso che il marchio doveva essere soppresso.
Il cambiamento non avvenne all'improvviso: per prima cosa nel luglio 1986 il Gruppo Austin Rover cambiò nome in Gruppo Rover; nel corso del 1987 il nome Austin fu rimosso dal materiale pubblicitario e dalle vetture Austin ancora in produzione (Metro, Maestro e Montego), alle quali da lì in poi ci si riferiva solo con il nome del modello, senza citare alcun marchio; infine con il lancio della Rover 200 nel 1989 il nuovo logo a sfondo bordeaux del Gruppo Rover sostituì definitivamente quello blu e verde del Gruppo Austin Rover.

Transizione del logo Austin sul cofano della Metro
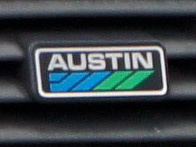
Logo Austin utilizzato fino al 1987
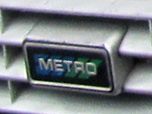
Il logo usato sulla griglia frontale tra il 1987 e il 1988
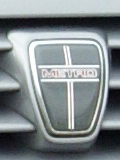
Il logo utilizzato da fine 1988 alla fine della produzione

Nel 2005, dopo il collasso del gruppo MG Rover, i diritti sul marchio Austin sono stati acquisiti dalla Nanjing Automobile. L'anno successivo la Nanjing, che aveva perso i diritti sul marchio Rover, ha manifestato l'intenzione di rilanciare il marchio Austin, in quanto questo avrebbe garantito un appeal maggiore rispetto ad un marchio cinese. Negli anni successivi la Nanjing ha è concentrato le sue risorse sul rilancio del marchio MG.
 Nel 2007 la Nanjing è stata assorbita dalla SAIC e di conseguenza i diritti sul marchio Austin sono passati a quest'ultima.

## Modelli di produzione Austin
- Austin 15/20 (1906)
- Austin 25/30 (1906-1907)
- Austin 18/24 (1907-1909)
- Austin 40 (1908-1913)
- Austin 60 (1908-1910)
- Austin 7 (1909-1911)
- Austin 15 (1909-1913)
- Austin 10 hp (1911-1915)
- Austin 12/14 (1916)
- Austin 50 (1910-1913)
- Austin 18/24 (1911-1913)
- Austin 15/20 (1913-1914)
- Austin 30 (1914-1916)
- Austin Twenty (20/4) (1919-1930)

- Austin 7 (1922-1939)

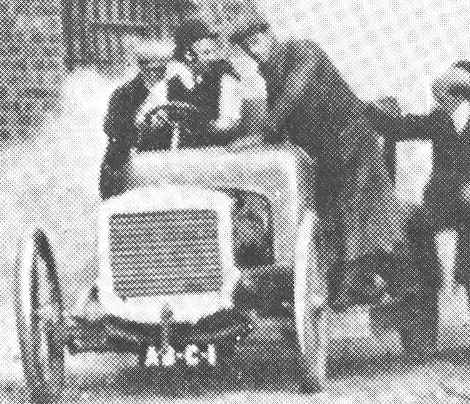
Austin 15/20 (1906)

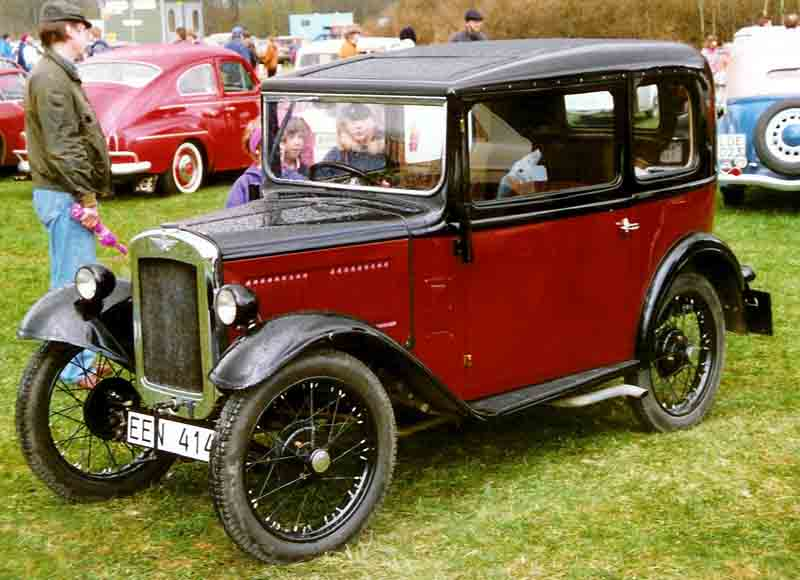
La Austin 7 (1922)

- Austin "Heavy" 12 (12 hp) (1921-1940)
- Austin 12/4 "Low Loader" Taxi (1934-1939)
- Austin 20/6 (1927-1939)
- Austin 16 (1927-1936)
- Austin "Light" 12/6 (1931-1937)
- Austin "Light" 12/4 (1933-1939)
- Austin 10/4 (1932-1936)
- Austin 10 (1937-1947)
- Austin 14 (1937-1939)
- Austin Big 7 (1937-1939)
- Austin 18 (1938-1939)
- Austin 8 (1939-1947)

- Austin 12 (1939-1947)
- Austin 28 (1939-1939)
- Austin 16 hp (1945-1949)
- Austin Princess (1947-1959)

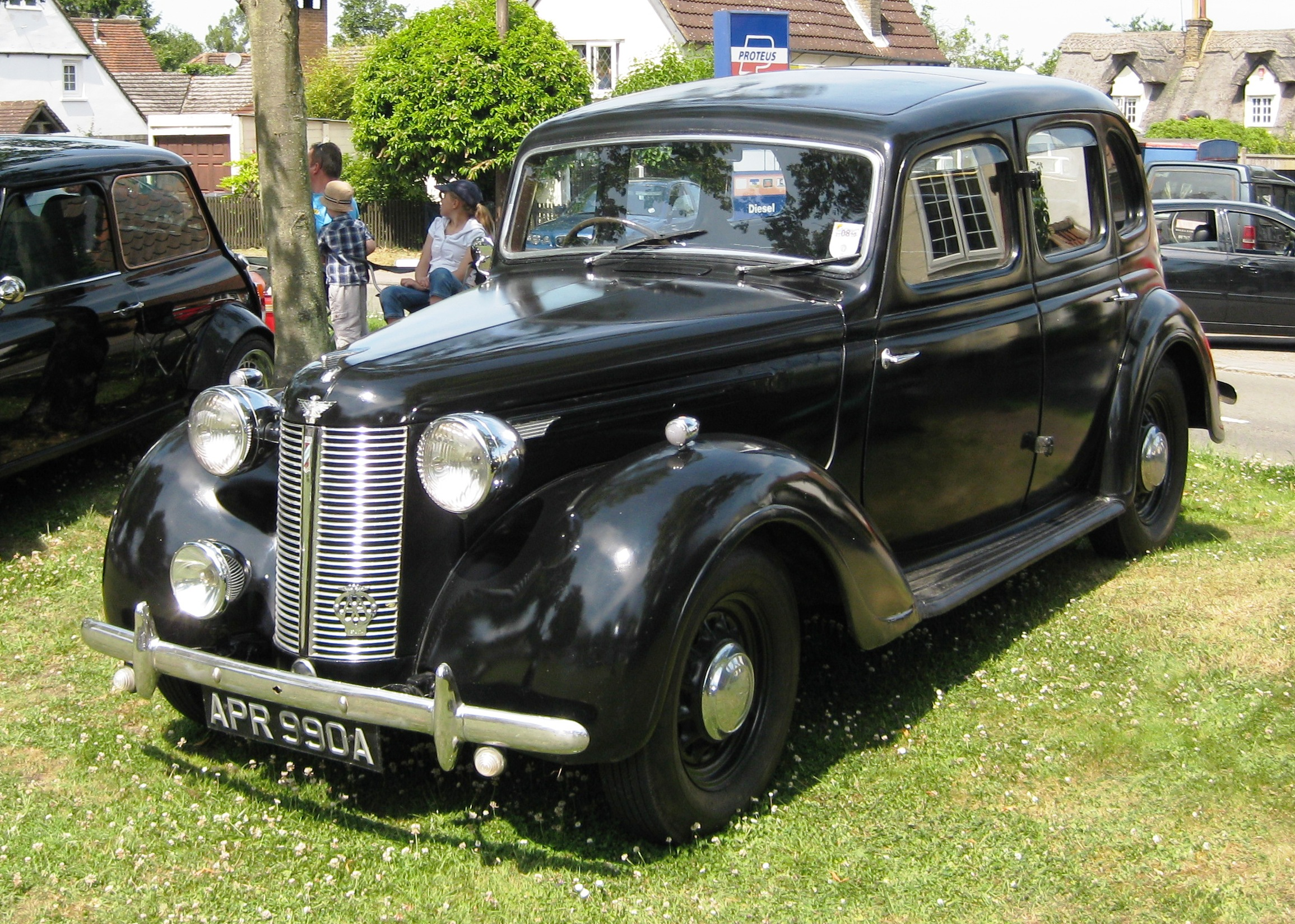
Austin 12 (1939)

- Austin A40 Devon/Dorset (1947-1952)
- Austin A110/A125 Sheerline (1947-1954)
- Austin A90 Atlantic Convertible (1948-1950)
- Austin A70 Hampshire (1948-1950)
- Austin A90 Atlantic Saloon (1949-1952)
- Austin A70 Hereford (1950-1954)
- Austin A40 Sports (1951-1953)
- Austin A30 (1951-1956)

 Sotto la British Motor Corporation (1952-1967) 
- Austin A40 Somerset (1952-1954)

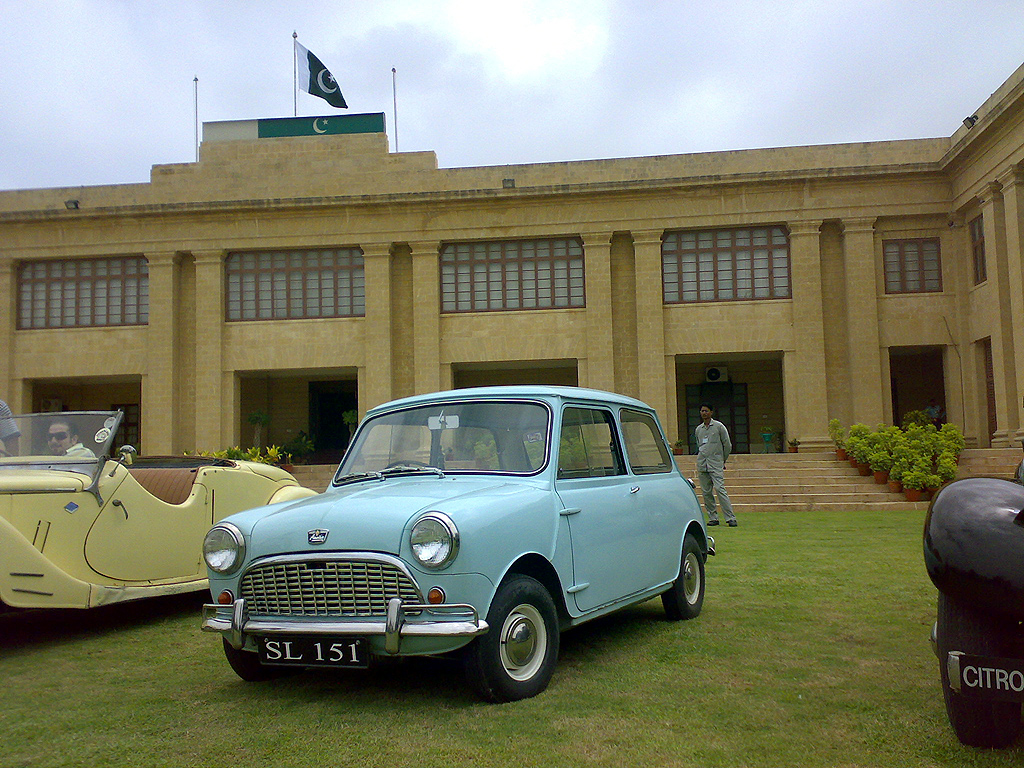
Austin Mini (1963)

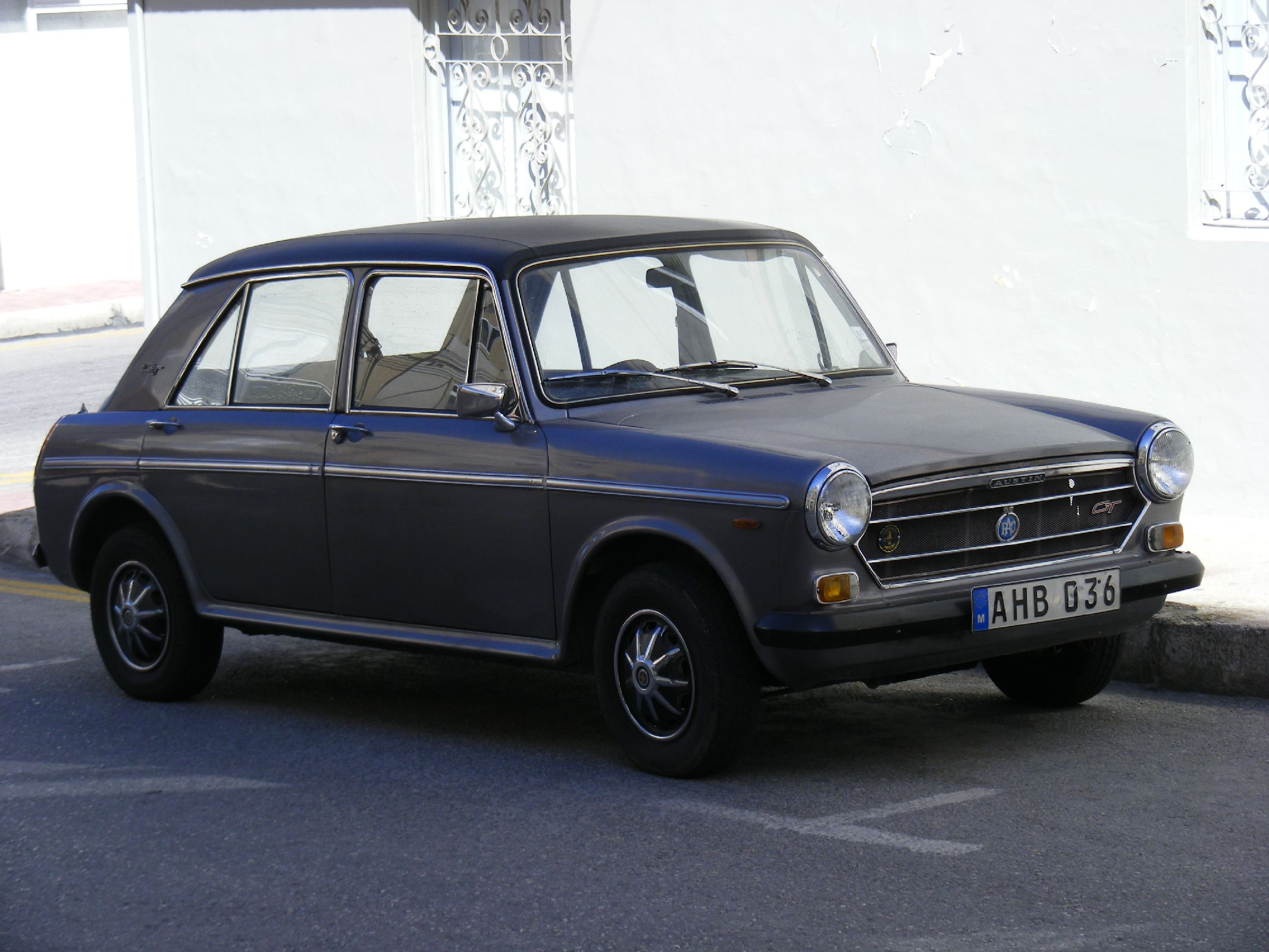
Austin 1100 (1963)

- Nash/Austin Metropolitan (1954-1961)
- Austin A40 Cambridge (1954-1956)
- Austin A50 Cambridge (1954-1957)
- Austin A90 Six Westminster (1954-1956)
- Austin A35 (1956-1959)
- Austin A95 (1956-1959)
- Austin A105 (1956-1959)
- Austin A55 Cambridge (1957-1961)
- Austin A40 Farina (1958-1967)
- Austin A99 Westminster (1959-1961)
- Austin Gipsy (1959-1967)
- Austin Mini chiamata anche Austin 850 o Austin Seven (prima serie: 1959-1967; seconda serie: 1967-1970)
- Austin A110 Westminster (1961-1968)
- Austin A60 Cambridge (1961-1969)
- Austin 1100/1300 (1963-1974)
- Austin 1800 (1964-1975)

 Sotto la British Leyland (1967-1981) 
- Austin 3-Litre (1967-1971)
- Austin Maxi (1969-1981)

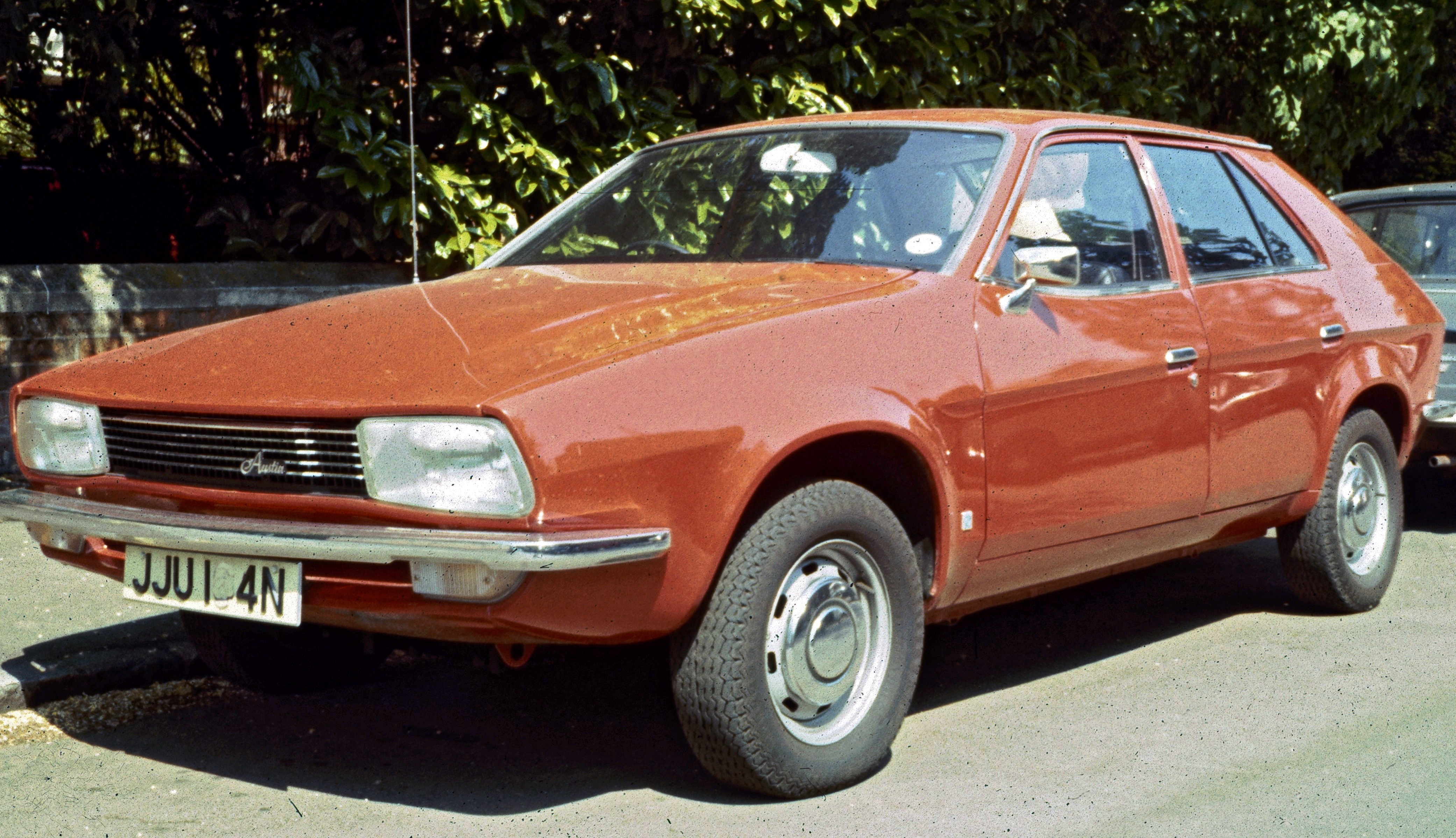
Austin 18-22 (1975)

- Austin Kimberley e Tasman (1970-1974)
- Austin Allegro (1974-1983)
- Alcune versioni della Leyland Princess (1975-1984), delle quali nel periodo 1975-82 ad alcune fu dato il nome di Austin 18-22; nel 1982 l'automobile stessa cambiò nome in Austin Ambassador

 Sotto il Gruppo Austin Rover (1981-1987) 

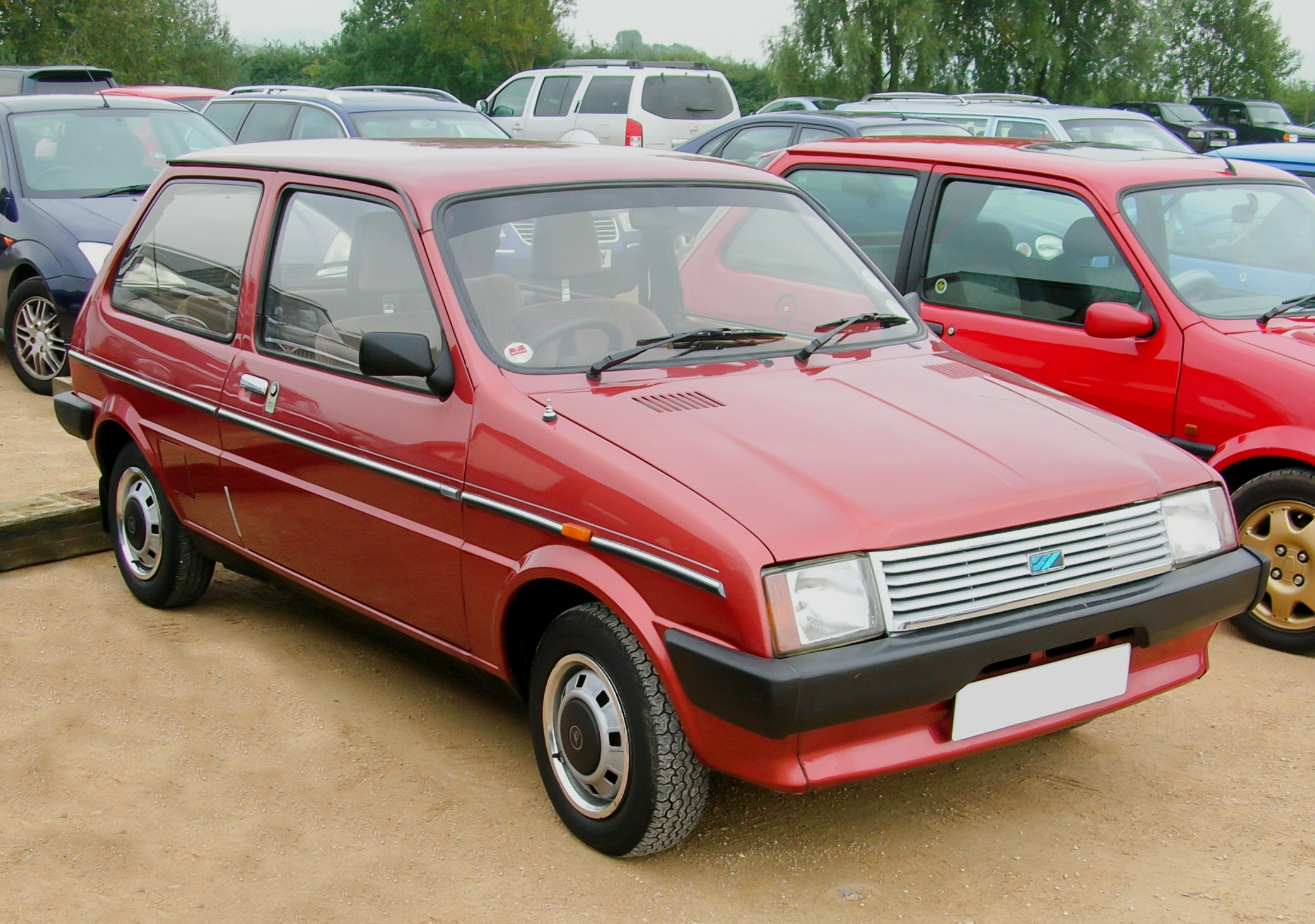
Austin Metro (1980)

- Austin Metro (1980-1990)
- Austin Maestro (1983-1994)
- Austin Montego (1984-1994)